# Aurangabad (Bihar)
Aurangabad è una suddivisione dell'India, classificata come municipality, di 79.351 abitanti, capoluogo del distretto di Aurangabad, nello stato federato del Bihar. In base al numero di abitanti la città rientra nella classe II (da 50.000 a 99.999 persone).

## Geografia fisica
La città è situata a 24° 45' 0 N e 84° 22' 0 E e ha un'altitudine di 107 m s.l.m..

## Società

### Evoluzione demografica
Al censimento del 2001 la popolazione di Aurangabad assommava a 79.351 persone, delle quali 42.290 maschi e 37.061 femmine. I bambini di età inferiore o uguale ai sei anni assommavano a 12.220, dei quali 6.319 maschi e 5.901 femmine. Infine, coloro che erano in grado di saper almeno leggere e scrivere erano 55.435, dei quali 32.152 maschi e 23.283 femmine.